# Uwe Unterwalder
Uwe Unterwalder (Berlín Oriental, 15 de julio de 1950) es un deportista de la RDA que compitió en ciclismo en la modalidad de pista, especialista en las pruebas de persecución.
Participó en tres Juegos Olímpicos de Verano, entre los años 1972 y 1980, obteniendo en total dos medallas de plata en persecución por equipos, en Múnich 1972 (junto con Thomas Huschke, Heinz Richter y Herbert Richter) y en Moscú 1980 (con Gerald Mortag, Matthias Wiegand y Volker Winkler).
Ganó seis medallas en el Campeonato Mundial de Ciclismo en Pista entre los años 1971 y 1978.

## Medallero internacional
| Juegos Olímpicos   | Juegos Olímpicos          | Juegos Olímpicos  | Juegos Olímpicos            |
| Año                | Lugar                     | Medalla           | Competición                 |
| ------------------ | ------------------------- | ----------------- | --------------------------- |
| 1972               | Múnich (RFA)              | Medalla de plata  | Persecución por equipos     |
| 1980               | Moscú (URSS)              | Medalla de plata  | Persecución por equipos     |
| Campeonato Mundial |                           |                   |                             |
| Año                | Lugar                     | Medalla           | Competición                 |
| 1971               | Varese (Italia)           | Medalla de plata  | Persecución por equipos (A) |
| 1974               | Montreal (Canadá)         | Medalla de plata  | Persecución por equipos (A) |
| 1975               | Rocourt (Bélgica)         | Medalla de bronce | Persecución por equipos (A) |
| 1977               | San Cristóbal (Venezuela) | Medalla de plata  | Persecución individual (A)  |
| 1978               | Múnich (RFA)              | Medalla de oro    | Persecución por equipos (A) |
| 1978               | Múnich (RFA)              | Medalla de bronce | Persecución individual (A)  |